# Please Let Me Love You
"Please Let Me Love You" is de eerste single van de Amerikaanse rockgroep The Byrds (toen nog 'The Beefeaters' genoemd). Het liedje werd geschreven door Jim McGuinn, Gene Clark en Harvey Gerst. Op de B-kant stond het door McGuinn en Gerst geschreven "Don't Be Long", dat in het voorjaar van 1966 met als titel "It Won't Be Wrong" opnieuw werd uitgebracht en ook op hun tweede album (Turn! Turn! Turn!) verscheen. De single werd op 7 oktober 1964 door Elektra Records uitgegeven en was daarmee de dertiende uitgave van dit label. Een slecht geregelde distributie had tot gevolg dat hij pas in december dat jaar in de meeste winkels verkrijgbaar was. The Byrds bereikten met "Please Let Me Love You" nog geen succes.

## Musici
- Gene Clark - slaggitaar, zang
- David Crosby - zang
- Jim McGuinn - 12-snarige gitaar, zang
- Ray Pohlman - basgitaar
- Earl Palmer - drums